# Jan Riesenkampf
Jan Riesenkampf est un poète et traducteur polonais né en 1963.

## Biographie
Il a publié cinq livres de poèmes, dont aucun bilingue (franco-polonais).
Traductions de Lluís Llach (L'estaca, El bandoler, La gallineta, etc.), Jacques Brel, Cesare Pavese, Cavafis, poètes russes.
Il a aussi retraduit L'Internationale d'Eugène Pottier,  Internationale noire, et a Catena.
Membre de la famille Riesenkampff.